# Cynisca muelleri
Espèce
Synonymes
- Amphisbaena muelleri Strauch, 1881

Statut de conservation UICN

 DD  : Données insuffisantes
Cynisca muelleri est une espèce d'amphisbènes de la famille des Amphisbaenidae.

## Répartition
Cette espèce est endémique du Ghana.

## Description
Cette espèce de lézard est apode.

## Publication originale
- Strauch, 1881 : Bemerkungen über die Eidechsenfamilie der Amphisbaeniden. Mélanges Biologiques tirés du Bulletin Physico-Mathematique de l'Académie Impériale des Sciences de St. Petersbourg, vol. 11, p. 355-479.